# Lisa del Bo
Lisa del Bo, artiestennaam van Renildis Maria Catharina (Renilde) Goossens (Mopertingen, 9 juni 1961), is een Belgische zangeres. Ze verwierf vooral bekendheid door haar deelname aan het Eurovisiesongfestival van 1996.

## Levensloop
In 1990 was ze de winnaar van de Belgische versie van de Soundmixshow met het nummer What's a woman van Vaya Con Dios.
In 1993 deed Del Bo mee aan Eurosong, de Belgische voorronde voor het Eurovisiesongfestival. Hierin eindigde ze met het nummer Vlinder als derde, achter Barbara Dex. Drie jaar later, in 1996, waagde Del Bo opnieuw haar kans in de Belgische preselectie. Met het lied Liefde is een kaartspel wist ze nu wel te winnen en mocht daardoor België vertegenwoordigen op het Eurovisiesongfestival van dat jaar. Hoewel ze tot de outsiders werd gerekend, kwam Del Bo in Oslo niet verder dan een teleurstellende zestiende plaats. Desondanks werd Liefde is een kaartspel een grote hit in de Vlaamse hitlijsten.
Voor haar titelloze debuutalbum uit 1996 ontving Del Bo een gouden plaat. Vervolgens scoorde ze in 1998 opnieuw een grote hit met Eenzaam zonder jou, een bewerking van de klassieker van Will Tura die ze opnam in duet met Bart Kaëll.
In 1999 bracht Del Bo een album uit met vertolkingen van bekende nummers uit de jaren zestig. Dit album, Best of the sixties, bereikte de top 3 van de Vlaamse albumlijst en tevens de gouden status. Aan dit succes werd een vervolg gegeven met de albums Best of the fifties (2000) en Best of the forties (2001). In 2003 vormde ze samen met Willy Sommers en Luc Steeno een gelegenheidstrio en bracht met hen ook een volledig album uit.
In 2010 was Del Bo de ambassadrice van de 45ste Virga Jessefeesten te Hasselt. Ze was ook gastvrouw van het bijhorende Virga Jessefeestenconcert in de Grenslandhallen van Hasselt.
Del Bo bleef door de jaren heen singles uitbrengen, waarvan meerdere de top 10 behaalden in de Vlaamse Top 50. Haar 25-jarige artiestenjubileum vierde ze in 2015 met een dubbel verzamelalbum.
Een deel van Del Bo's repertoire is christelijk en spiritueel getint. Voorbeelden hiervan zijn haar albums Lisa gelooft (2018) en Niet alleen (2022). Eerstgenoemd album stond 33 weken genoteerd in de Vlaamse albumlijst.

## Discografie

### Albums
| Album met hitnotering(en) in de Vlaamse Ultratop 200 albums | Datum van verschijnen | Datum van binnenkomst | Hoogste positie | Aantal weken | Opmerkingen                    |
| ----------------------------------------------------------- | --------------------- | --------------------- | --------------- | ------------ | ------------------------------ |
| Lisa del Bo                                                 | 1996                  | 25-05-1996            | 10              | 17           | Goud                           |
| Best of the sixties                                         | 21-05-1999            | 05-06-1999            | 3               | 19           | Goud                           |
| Best of the fifties                                         | 05-05-2000            | 20-05-2000            | 3               | 20           | Goud                           |
| Best of the forties                                         | 07-05-2001            | 26-05-2001            | 18              | 7            |                                |
| De mooiste duetten en méér                                  | 15-08-2003            | 30-08-2003            | 23              | 4            | met Willy Sommers & Luc Steeno |
| Dansen, plezier voor twee                                   | 04-04-2008            | 12-04-2008            | 7               | 17           |                                |
| My special prayer                                           | 26-11-2010            | 18-12-2010            | 85              | 2            |                                |
| Helemaal Lisa                                               | 14-06-2013            | 22-06-2013            | 56              | 17           |                                |
| Voor een moeder, door een moeder                            | 20-04-2015            | 25-04-2015            | 45              | 9            |                                |
| 25 jaar Lisa Del Bo                                         | 21-08-2015            | 29-08-2015            | 50              | 12           | Verzamelalbum                  |
| Jokers en pokers                                            | 26-08-2016            | 03-09-2016            | 63              | 5            |                                |
| Lisa gelooft                                                | 12-10-2018            | 27-10-2018            | 75              | 33           |                                |
| Niet alleen                                                 | 07-05-2022            | 14-05-2022            | 6               | 7            |                                |

### Singles (hitnoteringen)
| Single met hitnotering(en) in de Vlaamse Ultratop 50 | Datum van verschijnen | Datum van binnenkomst | Hoogste positie | Aantal weken | Opmerkingen                                                       |
| ---------------------------------------------------- | --------------------- | --------------------- | --------------- | ------------ | ----------------------------------------------------------------- |
| Maar nu, wat doe ik zonder jou?                      | 1991                  | 19-01-1991            | 50              | 1            |                                                                   |
| Vlinder                                              | 1993                  | 12-06-1993            | 24              | 9            | Nr. 3 in de Vlaamse Top 10                                        |
| Ergens                                               | 1993                  | 25-09-1993            | 46              | 1            | Nr. 7 in de Vlaamse Top 10                                        |
| Liefde is een kaartspel                              | 1996                  | 13-04-1996            | 2               | 14           | Nr. 1 in de Vlaamse Top 10                                        |
| Morgen                                               | 1996                  | 20-07-1996            | 26              | 8            | Nr. 5 in de Vlaamse Top 10                                        |
| Alleen voor jou                                      | 1997                  | 05-07-1997            | tip13           | -            |                                                                   |
| Eenzaam zonder jou                                   | 1998                  | 31-01-1998            | 19              | 16           | met Bart Kaëll Nr. 1 in de Vlaamse Top 10                         |
| Met 16 kan je nog dromen                             | 1998                  | 20-06-1998            | tip17           | -            |                                                                   |
| Tussen Heist en de Ardennen                          | 2003                  | 05-07-2003            | 50              | 1            | met Willy Sommers & Luc Steeno Nr. 9 in de Vlaamse Top 10         |
| Hemelhoog                                            | 2012                  | 06-10-2012            | 47              | 1            | Nr. 2 in de Vlaamse Top 10                                        |
| Hoe moet ik verder?                                  | 2012                  | 15-12-2012            | 41              | 3            | als Lisa / met Femke & The Big Sisters Nr. 2 in de Vlaamse Top 10 |
| Als zijn lied weerklinkt (De clochard)               | 2013                  | 18-05-2013            | tip17           | -            | Nr. 5 in de Vlaamse Top 10                                        |
| Zo ken je mij al lang                                | 02-09-2013            | 14-09-2013            | tip4            | -            | Nr. 5 in de Vlaamse Top 10                                        |
| Radeloos                                             | 2014                  | 21-02-2014            | tip73           | -            |                                                                   |
| Dicht bij jou                                        | 27-05-2014            | 29-05-2014            | tip22           | -            | Nr. 4 in de Vlaamse Top 10                                        |
| Stilte na de storm                                   | 10-09-2014            | 13-09-2014            | tip2            | -            | met Eli Nr. 2 in de Vlaamse Top 50                                |
| Mama, is het eenzaam daar?                           | 2015                  | 11-04-2015            | tip24           | -            | Nr. 17 in de Vlaamse Top 50                                       |
| De adem van de lage landen                           | 2015                  | 13-06-2015            | tip58           | -            | Nr. 30 in de Vlaamse Top 50                                       |
| Een parel als jij                                    | 2015                  | 29-08-2015            | tip23           | -            | Nr. 8 in de Vlaamse Top 50                                        |
| Een nieuwe dag                                       | 2016                  | 26-03-2016            | tip9            | -            | Nr. 5 in de Vlaamse Top 50                                        |
| Vier azen op een rij                                 | 2016                  | 18-06-2016            | tip13           | -            | Nr. 9 in de Vlaamse Top 50                                        |
| Jij tekent mijn leven                                | 2016                  | 20-08-2016            | tip20           | -            | Nr. 6 in de Vlaamse Top 50                                        |
| Hoe groot zijt gij                                   | 2016                  | 10-12-2016            | tip             | -            |                                                                   |
| Als ik jou zie                                       | 2017                  | 28-01-2017            | tip             | -            | Nr. 22 in de Vlaamse Top 50                                       |
| Liefde woont in mijn hart                            | 2017                  | 28-01-2017            | tip45           | -            | Nr. 35 in de Vlaamse Top 50                                       |
| Wachten                                              | 2017                  | 29-04-2017            | tip             | -            | Nr. 32 in de Vlaamse Top 50                                       |
| Tekens van hoop                                      | 2017                  | 10-06-2017            | tip26           | -            | met Arsis Nr. 21 in de Vlaamse Top 50                             |
| Een goed jaar voor de rozen                          | 2018                  | 31-03-2018            | tip24           | -            | Nr. 11 in de Vlaamse Top 50                                       |
| Bestuif je hele wereld                               | 2018                  | 29-09-2018            | tip45           | -            | Nr. 18 in de Vlaamse Top 50                                       |
| Vergeven                                             | 2019                  | 09-03-2019            | tip             | -            | Nr. 34 in de Vlaamse Top 50                                       |
| Geef                                                 | 2019                  | 20-07-2019            | tip42           | -            | Nr. 23 in de Vlaamse Top 50                                       |
| Jolene                                               | 2020                  | 08-02-2020            | tip8            | -            | met Lindsay & Sasha Rosen Nr. 7 in de Vlaamse Top 50              |
| Dat is liefde                                        | 2021                  | 27-02-2021            | tip18           | -            | met Lindsay & Sasha Rosen Nr. 11 in de Vlaamse Top 50             |

### Overige singles
- Liefde (1992)
- Leef nu met een lach (1994) (Nr. 7 in de Vlaamse Top 10)
- Eindeloos (1994)
- Mijn hart is van slag (1995)
- Van alles (1995)
- Love is like a card-game (1996)
- Comme au jeu de cartes (1996)
- Roosje (1996)
- De drie klokken (1998)
- Zeldzaam gevoel (1999)
- Nooit op zondag (2000)
- Sweetheart, my darling (2000)
- Bei mir bist du schön (2001)
- Sing c'est la vie (2003) (met Willy Sommers & Luc Steeno)
- Ruis op de lijn (2003) (met Willy Sommers & Luc Steeno)
- Jij (2004)
- Sarina (2004)
- De liefde van je leven (2011)
- Wonderen (2021) (Nr. 27 in de Vlaamse Top 30)
- Maak me wakker (2022)
- Geluk vind je in je hart (2022)
- Leef vandaag (2023) (met Herbert Verhaeghe)
- Adem (2024) (Nr. 25 in de Vlaamse Top 30)